# One More Time (band)
One More Time was een Zweedse band uit de jaren 90. De groep bestond uit Nanne Grönvall, Peter Grönvall, Maria Rådsten en Therese Löf. Nanne en Peter zijn getrouwd en Peter is de oudste zoon uit het eerste huwelijk van Benny Andersson van ABBA.

## Geschiedenis
In het najaar van 1992 hadden ze een internationaal succes met de single Highland dat in 10 landen op 1 stond in de hitparades. Peter heeft dit nummer grotendeels geschreven, ook is duidelijk de invloed van zijn vaders muziek hierin te horen.
Ze haalden ook goud in Zuid-Afrika. 
In Nederland was de plaat op de allerlaatste volle vrijdag van Veronica op Radio 3 (op 2 oktober 1992) Veronica Alarmschijf en behaalde de 18e positie in de Nederlandse Top 40 en de 20e positie in de Nationale Top 100.
In België bereikte de single de nummer 1-positie in zowel de voorloper van de Vlaamse Ultratop 50 als de Vlaamse Radio 2 Top 30.
In Nederland werd de videoclip destijds op televisie (Nederland 2) uitgezonden door Veronica in de tv-versie van de Nederlandse Top 40 en het popprogramma Countdown en door de TROS in Popformule. Ook heeft de groep in het najaar van 1992 in het popprogramma Countdown hun hit live ten gehore gebracht.
Na hun eerste album verliet Therese Löf de groep.
In 1995 componeerde de groep het lied Det vackraste voor Cecilia Vennersten, dat 2de eindigde in Melodifestivalen. Later coverde Dana Winner het lied als Ik Zing Vandaag een Lied.
Een jaar later deden ze zelf mee met Den Vilda, ze wonnen Melodifestivalen en gingen als torenhoog favoriet naar het Eurovisiesongfestival in buurland Noorwegen. Nadat de eerste jury's het land links lieten liggen, moesten ze aan een serieus inhaalmanoeuvre beginnen, ze werden uiteindelijk 3de.
In het begin van 2021 liet Anna via Twitter weten dat ze bezig is om met de band nieuwe nummers te schrijven, ze gaf geen concrete datum wanneer dat moest gaan gebeuren. Ze hintte naar het Eurovisiesongfestival als reactie op een tweet.

## Discografie
- 1992 Highland (Veronica Alarmschijf op Radio 3 op vrijdag 2 oktober 1992.)
- 1994 One more time
- 1996 Den vilda
- 1997 Living in a dream

Na hun vierde album splitte de groep, alleen Nanne Grönvall heeft nog een muzikale carrière.